# Emilio Mola
Emilio Mola Vidal (Placetas, 9 de julio de 1887-Alcocero de Mola, 3 de junio de 1937) fue un militar español que desempeñó un papel relevante durante la dictadura de Primo de Rivera y la Segunda República. General de brigada, fue llamado «el Director» del golpe de Estado de 1936, que, tras su fracaso inicial, dio origen a la Guerra Civil. Una vez comenzada la contienda, destacó en la dirección de las operaciones militares al mando del Ejército del Norte, especialmente en la zona del País Vasco.
Su figura ha pasado a la historia por haber sido el minucioso planificador del fallido golpe de Estado que daría lugar a la contienda civil, pero quizás más por sus famosas directrices secretas, en las que establecía los métodos de represión destinados a todos los miembros simpatizantes del Frente Popular, que luego serían aplicados hasta sus últimas consecuencias. Ya iniciada la guerra, y como colaborador de Franco en la jefatura de las fuerzas sublevadas, su muerte accidental siempre ha sido motivo de discusiones y especulaciones en torno al posible papel desempeñado por Franco, a quien desde luego beneficiaba su desaparición, pero cuya participación nunca ha sido acreditada.

## Biografía

### Primeros años
Mola nació el 9 de julio de 1887 en Cuba, todavía provincia española, donde su padre, Emilio Mola López, capitán de la Guardia Civil, estaba destinado y donde se había casado con una cubana, Ramona Vidal Caro, hija del emigrante catalán Salvador Vidal Tapia y la cubana María Rosario Caro. Por línea materna, era sobrino del líder insurrecto Leoncio Vidal Caro. Tras el desastre español de 1898, la familia se instaló en España. El 28 de agosto de 1904 Mola ingresó en la Academia de Infantería de Toledo, comenzando así su carrera militar.

### Guerras de Marruecos

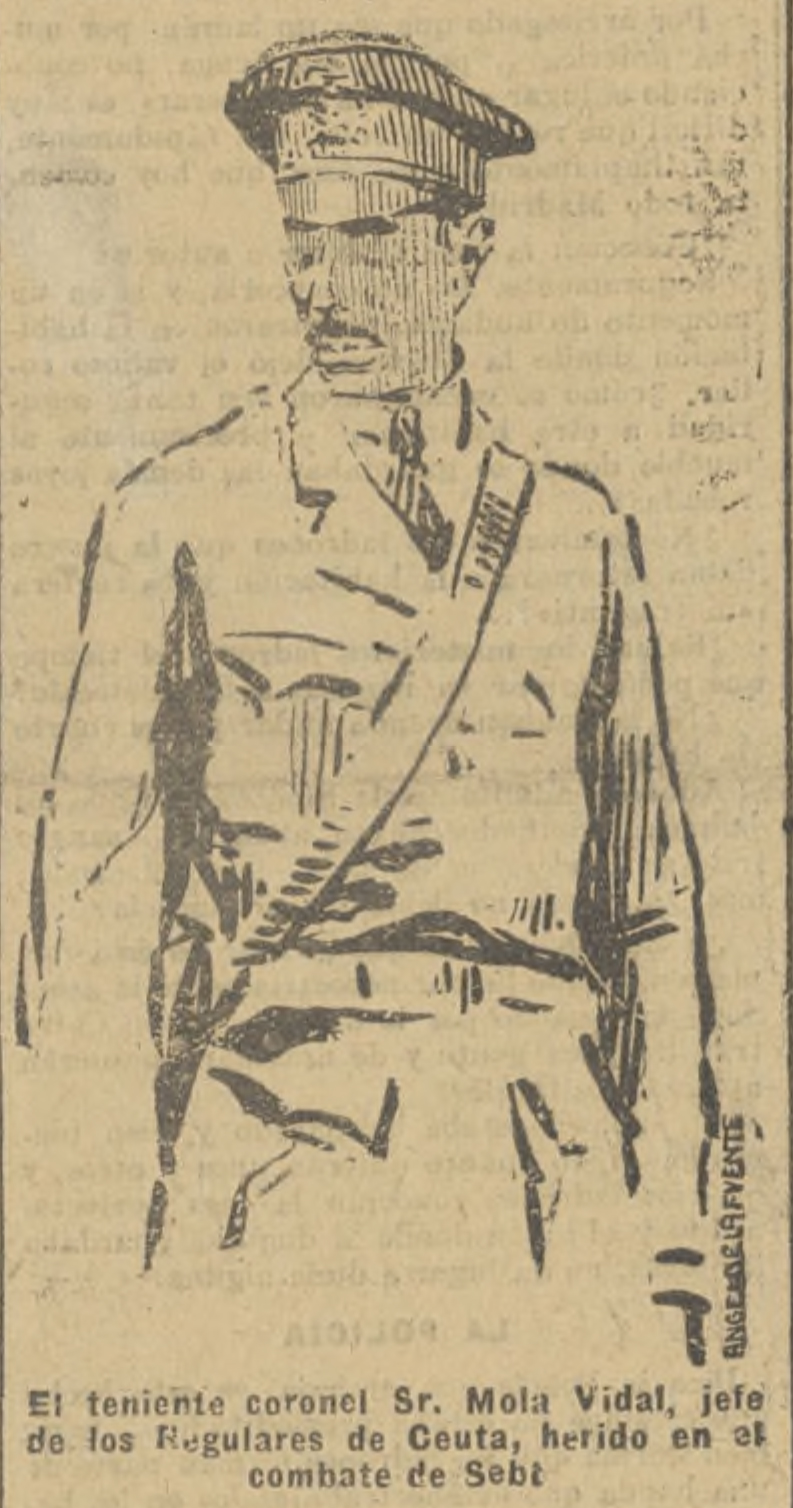
«El teniente coronel Sr. Mola Vidal, jefe de los regulares de Ceuta, herido en el combate de Sebt» (El Liberal, 5 de octubre de 1921)

Tras su formación y su graduación como teniente en 1907, época en la que dirigía dicha academia el coronel José Villalba Riquelme, fue destinado al Regimiento de Infantería Bailén n.º 60 y después sirvió en la guerra de Melilla, en el regimiento de Infantería de Melilla, donde recibió la Medalla Militar Individual por la campaña de 1909 y donde se convirtió en una autoridad en asuntos militares. Tras el inicio de la guerra del Rif, el 1 de agosto de 1911 entró de oficial en las Fuerzas Regulares Indígenas, con las que participó en las operaciones de la llanura de Zaio. En mayo de 1912 fue herido de gravedad en el muslo derecho, por lo que recibió su primer ascenso, a capitán, por méritos de guerra.
Al reponerse, fue enviado al Regimiento de Infantería Ceriñola n.º 42, con el que volvió a Izhafen, Imarufen y Talusit, y luchó también en la zona de Tetuán, en la que consiguió su segundo ascenso, en este caso a comandante, también por méritos de guerra. En 1915 fue destinado al batallón de cazadores del Regimiento de Alba de Tormes n.º 40 en Barcelona y, dos años y medio después, pasó por Madrid y luego a Ceuta como juez de Causas de esta comandancia general. Al mando del Grupo de Regulares de Ceuta n.º 3, participó en diversas batallas en octubre de 1919 y en 1920 en el Marruecos español: Malalien, Wad Ras, Alcázar Seguir, Kudia Tahar, Wad Lau, Kobba d'Arsa, etcétera. En junio de 1921 fue ascendido a teniente coronel y destinado al Regimiento de Infantería Andalucía en Santander. Tres meses después fue llamado a cubrir la vacante al frente de los regulares de Melilla, donde volvió a participar en importantes operaciones militares, como la de Dar Accoba, gracias a la evacuación de la zona de Larache. Mola fue ascendido por méritos de guerra a coronel y alcanzó el mando del Regimiento de Infantería de Melilla n.º 59, con el que participó en el desembarco de Alhucemas. En 1927, con cuarenta años, fue ascendido a general de brigada y al año siguiente se hizo cargo de la Comandancia General de Larache, una de las principales plazas del Protectorado.

### En la Dirección General de Seguridad
En los inicios de la Dictablanda del general Berenguer Mola fue nombrado director general de Seguridad el 13 de febrero de 1930, un puesto político donde sus ideas conservadoras le hicieron muy impopular entre la oposición socialista y republicana. Mantuvo una duradera vinculación con la Entente Internacional Anticomunista —organización que inició su actividad propagandística en España en 1924— y, al parecer, estaba obsesionado con el supuesto poder de la masonería en España, detrás de la cual, según Mola, se encontraban «los judíos», como lo demostraría el siguiente párrafo de sus Memorias:

Cuando por imperiosa obligación de mi cargo, estudié la intervención de las logias en la vida política de España, me di cuenta de la enorme fuerza que representaban, no por ellas en sí, sino por los poderosos elementos que los movían desde el extranjero: los judíos.

Una de sus labores más relevantes en el cargo fue la reorganización de la policía gubernativa. Según un real decreto de 25 de noviembre de 1930, se aprobó un nuevo reglamento de la policía. Mediante este decreto, la policía gubernativa se ponía bajo el mando directo y único del director general de Seguridad (dependiente del ministro de Gobernación). La policía se componía de dos cuerpos: el Cuerpo de Vigilancia y el Cuerpo de Seguridad (germen de la posterior Guardia de Asalto), ambos con carácter civil. Sin embargo, el Cuerpo de Seguridad se regía por normas militares y sus componentes estaban sujetos al Código de Justicia Militar.
Antes de producirse la conocida como sublevación de Jaca, que intentaron en 1930 los republicanos españoles para proclamar por la fuerza de las armas la Segunda República Española, se dirigió a su compañero Fermín Galán con ánimo de disuadirle de su propósito golpista:

Madrid, 27 de noviembre de 1930

Señor don Fermín Galán – JACA
Mi distinguido capitán y amigo:

Sin otros títulos para dirigirme a usted que el de compañero y el de la amistad que me ofreció en agradecimiento por mi intervención en el violento incidente de Cudia Mahafora, le escribo. Sabe el Gobierno y sé yo sus actividades revolucionarias y sus propósitos de sublevarse con tropas de esa guarnición: el asunto es grave y puede acarrearle daños irreparables. El actual Gobierno no ha asaltado el poder, y a ninguno de sus miembros puede echársele en cara haber tomado parte en movimientos de rebelión: tienen, pues, las manos libres para dejar que se aplique el Código de Justicia Militar inflexiblemente, sin remordimiento de haber sido ellos tratados con menor rigor. Eso, por un lado; por otro, recuerde que nosotros no nos debemos ni a una ni a otra forma de gobierno, sino a la Patria, y que los hombres y armas que la Nación nos ha confiado no debemos emplearlos más que en su defensa. Le ruego medite sobre lo que le digo, y, al resolver, no se deje guiar por un apasionamiento pasajero, sino por lo que le dicte su conciencia. Si hace algún viaje a Madrid, le agradecería tuviera la bondad de verme. No es el precio a la defensa que de usted hice ante el general Serrano, ni menos una orden; es simplemente el deseo de su buen amigo que le aprecia de veras y le abraza.

Emilio Mola

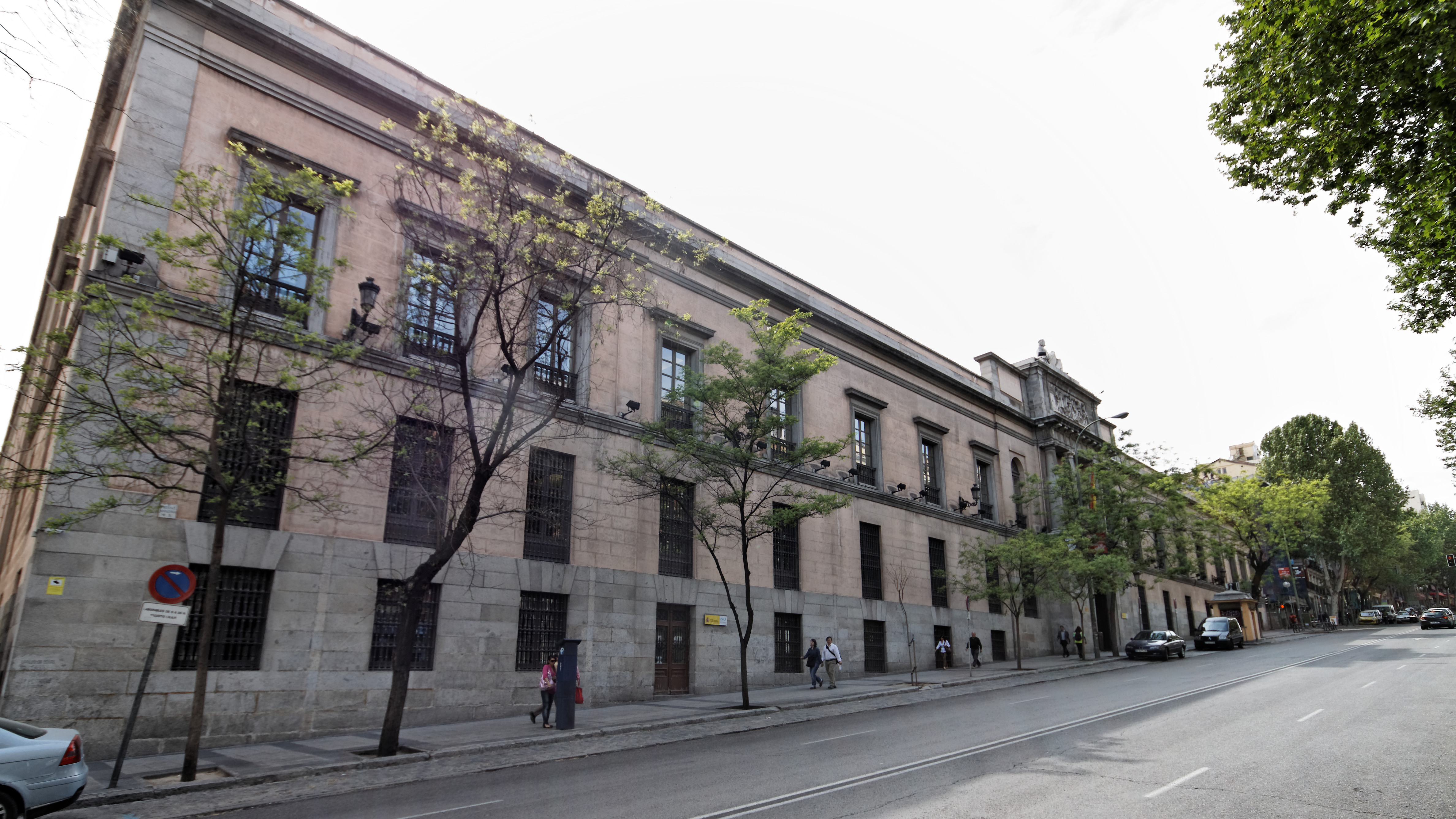
Antigua Facultad de Medicina de San Carlos de Madrid donde entre el 23 y el 25 de marzo de 1931 se produjeron unos graves incidentes con motivo de las manifestaciones en favor de la amnistía en los que hubo varios heridos y dos muertos por heridas de bala —un guardia civil y un estudiante—. La izquierda hizo responsable de lo sucedido al director general de Seguridad, el general Emilio Mola.

La sublevación de Jaca, no obstante, estalló finalmente y terminó en un estrepitoso fracaso: los capitanes Fermín Galán y Ángel García Hernández fueron fusilados, y seis miembros del «comité revolucionario» acabaron en la cárcel. Fueron juzgados en un consejo de guerra el 20 de marzo pero este solo los condenó a seis meses, por lo que fueron puestos inmediatamente en libertad y cuando abandonaron la Cárcel Modelo de Madrid fueron vitoreados por la multitud.
Pero las manifestaciones en favor de la amnistía no cesaron, alcanzando su momento más dramático durante los graves incidentes producidos en la Facultad de Medicina de Madrid (la de San Carlos) los días 23, 24 y 25 de marzo que se saldaron con varios heridos y dos muertos por heridas de bala —un guardia civil y un estudiante—. La izquierda hizo responsable de los sucesos al general Mola y pidió su cese al frente de la Dirección General de Seguridad, pero el Gobierno lo mantuvo en el cargo, a pesar de las críticas del general a «la blandura» del gobierno y del desprecio que sentía por algunos de sus miembros, empezando por el almirante Juan Bautista Aznar, su presidente, al que consideraba un «títere de Romanones», ministro de Estado (de García Prieto, ministro de Gracia y Justicia, escribió: «Comprendo perfectamente que el general Primo de Rivera le diera un puntapié. ¡Justificadísimo!»). Los incidentes se produjeron sólo dieciocho días antes de que se celebraran las elecciones municipales de España de 1931 que iban a provocar la caída de la monarquía de Alfonso XIII y la Proclamación de la Segunda República española el 14 de abril.

### Segunda República
El 14 de abril de 1931, finalmente, fue proclamada la República. Su pasado pesó ante el nuevo Gobierno republicano, que lo cesó inmediatamente en su puesto. Después de la fallida sublevación del general Sanjurjo en 1932 —y a pesar de que, aparentemente, no había tenido intervención alguna— el Gobierno de Manuel Azaña lo pasó a la segunda reserva. Los problemas económicos que se derivaron de la suspensión de sueldo lo llevaron a hacer juguetes y a escribir en distintos medios para conseguir algo de dinero. En ese tiempo escribió cuatro libros. Los tres primeros fueron sucesivos volúmenes de sus Memorias de mi paso por la Dirección General de Seguridad, titulados Lo que yo supe; Tempestad, calma, intriga y crisis; y El derrumbamiento de la Monarquía. En ellos era muy crítico con los políticos, especialmente con aquellos que, «por satisfacer ambiciones individuales, precipitaron el derrumbamiento de aquello que tenían la inexcusable obligación de defender». En el cuarto libro, El pasado, Azaña y el porvenir. Las tragedias de nuestras instituciones militares, hizo una defensa a ultranza de la autonomía del ejército frente al poder civil, al considerarlo la personificación máxima del patriotismo. En él criticó duramente la reforma militar de Manuel Azaña y consideró a la República como un régimen antiespañol, precisamente por la política que él consideraba contraria al ejército. Esta línea de pensamiento militarista y nacionalista la mantuvo en el libro que se publicó después de su muerte titulado Dar Akobba. Páginas de sangre, de dolor y de gloria, un canto de alabanza al ejército en Marruecos y donde profundizaba en su definición de lo español y lo antiespañol.
En mayo de 1934 Mola fue amnistiado y regresó al Ejército, colaborando en el Estado Mayor Central del Ejército con el general Francisco Franco y otros. En agosto de 1935 fue nombrado general jefe de la Circunscripción Oriental de Marruecos, con sede en Melilla. Durante ese periodo se carteó con el general Sanjurjo que después de ser amnistiado se había exiliado en Estoril. En las seis cartas que le remitió entre el 3 de junio de 1934 y el 27 de septiembre de 1935 Mola dejó patente su pensamiento político. En la carta del 12 de agosto de 1934 (por tanto anterior a la Revolución de Octubre) decía que el gobierno radical apoyado por la CEDA, del que reconocía que contaba con ministros que «estimo tienen energía y saben lo que se traen entre manos», «más pronto o más tarde, tendrá que dar la batalla al socialismo y organizaciones afectas o simpatizantes si es que no quiere que España caiga en la desdichada situación del pueblo ruso». Un mes después incluye también al «separatismo», que junto con el socialismo, «han de acarrear grandes males a España. Son éstas dos enfermedades nacionales». En esa carta hacía referencia también a «la labor de captación que está haciendo entre la infancia [el socialismo] debido a que la mayor parte de los maestros actuales, por su procedencia de las bajas capas sociales o por haber sido nombrados en tiempos del gobierno de Azaña, son furibundos extremistas: veremos cómo se manifiesta la juventud a la vuelta de diez o quince años». Tras la derrota de la Revolución de Octubre y la entrada en el gobierno de la CEDA, y en especial de su líder José María Gil Robles al frente del Ministerio de la Guerra, le escribe a Sanjurjo:

Creo firmemente que si Gil Robles sigue una temporada larga y no encuentra grandes dificultades en el Parlamento lograremos ¡por fin!, tener un ejército modesto, pero con moral y apto para asegurar la integridad de la Patria y la seguridad del Estado. Temo que el movimiento revolucionario de octubre pasado no sea el último que provoquen las extremas izquierdas.

A finales de 1935 llegó a la Jefatura de las Fuerzas Militares de Marruecos, con sede en Tetuán (capital del Protectorado marroquí). Tras la llegada al poder del Gobierno del Frente Popular, en febrero de 1936, varios mandos militares fueron trasladados para tratar de desmontar la conspiración militar en ciernes. Mola fue nombrado gobernador militar de Pamplona al mando de la 12.ª Brigada de Infantería, por considerarse la capital navarra un lugar alejado donde permanecería al margen de los asuntos políticos.

#### Conspiración militar

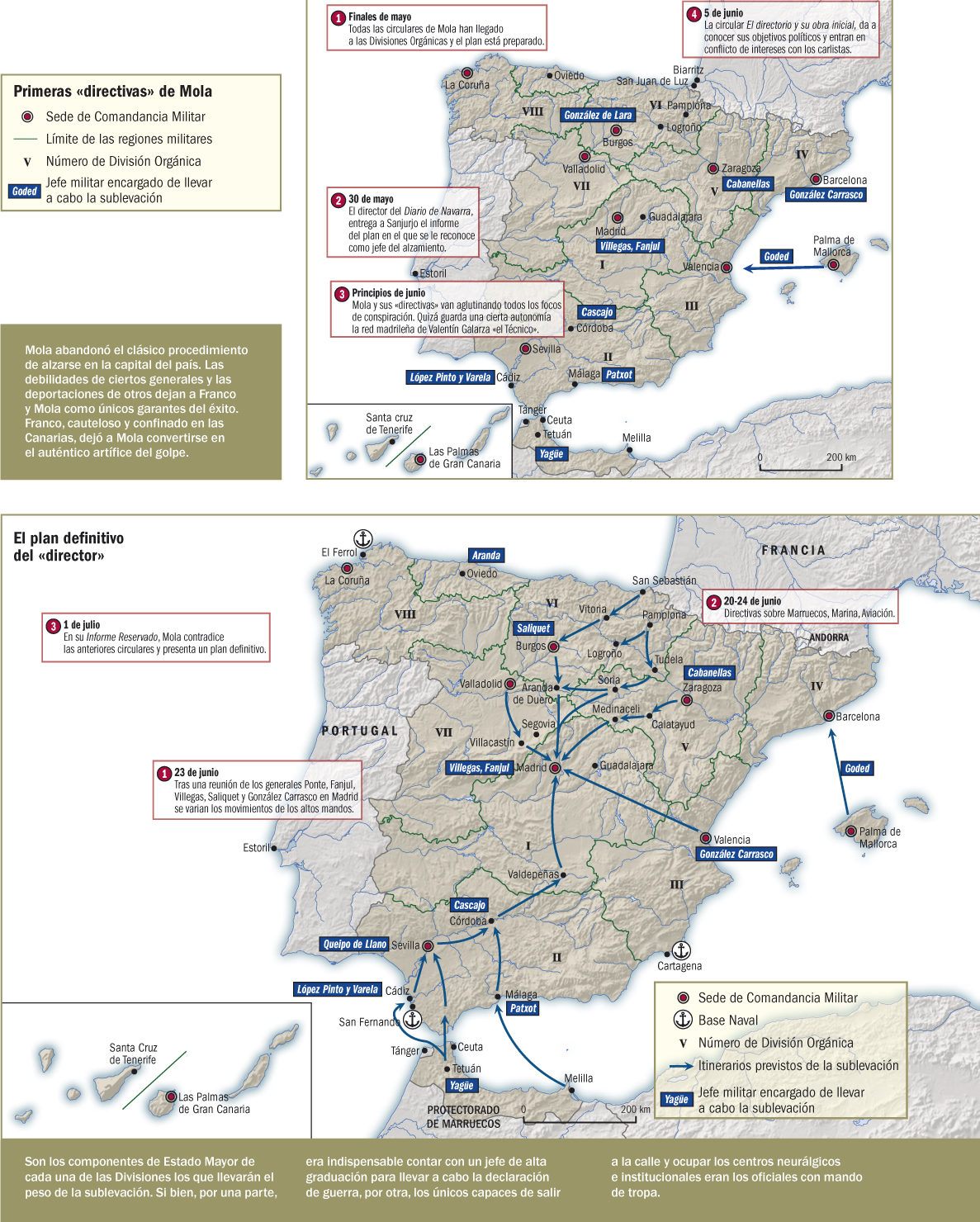
Mapas que representan los planes esbozados por Mola para dar el golpe de Estado que derribase a la Segunda República.

Mola pronto se unió al grupo de oficiales que planeaban un golpe para derribar a la Segunda República. Así, el cambio de destino hizo que varios militares de alta graduación coincidieran en Madrid a primeros de marzo y celebraran una reunión en la que participaron los generales Francisco Franco y Emilio Mola, entre otros. Tras el fracaso de un intento de sublevación promovido en Madrid, a mediados de abril, por los generales Rodríguez del Barrio y Varela, Mola asumió a finales de ese mes la dirección de un movimiento militar orientado a derribar por la fuerza el Gobierno del Frente Popular. En la primera de las directivas se remarca el carácter exclusivamente militar del que será el golpe. En la segunda, fechada el 25 de mayo de 1936, ya se fija como objetivo Madrid. El plan trazado es de carácter centrípeto (al contrario que los planes anteriores de la Junta de Generales, los cuales eran de carácter centrífugo). En él se atacaría a Madrid desde las guarniciones de Valencia, Zaragoza, Burgos y Valladolid. El 1 de julio cerró la última de las directrices indicando el apoyo de los partidos políticos de la época. El plan estaba ya trazado y la fecha del 19 de julio, en su madrugada, era la convenida.
Por mediación de Raimundo García García, Garcilaso, diputado y director del Diario de Navarra, en mayo se pusieron en contacto con Mola los carlistas, con los que el militar mantuvo unas duras y tensas negociaciones. Los principales escollos fueron el régimen que surgiría después del golpe militar y la bandera que portarían los sublevados, ya que Mola tenía previsto portar la tricolor republicana, mientras que los carlistas exigían portar la bicolor monárquica. Sobre el primer punto, los carlistas se negaban en rotundo a aceptar una dictadura militar republicana propuesta por Mola en su circular del 5 de junio y pedían que el nuevo régimen se implicara con la doctrina tradicionalista y católica del carlismo, es decir, la supresión de todos los partidos políticos y el establecimiento de un Gobierno no democrático, con Sanjurjo como presidente. A pesar de que el propio Mola sabía que la participación de los requetés navarros y vascos era imprescindible para que el golpe de Estado en Navarra triunfara, calificó de inadmisibles las peticiones de los carlistas en el informe reservado que envía el 1 de julio. En el mencionado documento el propio Mola decía que «el entusiasmo por la causa no ha llegado todavía al grado de exaltación necesario» y apuntaba que «está por ultimar el acuerdo con una muy importante fuerza nacional indispensable para la acción en ciertas provincias», lo que era una clara alusión a los carlistas. El propio Sanjurjo, navarro y de origen carlista, desde su exilio portugués intentó mediar en la negociación entre Mola y los carlistas, incluso enviándole una carta al general, el cual la rechazó, al considerarla falsa.
La ruptura definitiva entre Mola y los carlistas se llevó a cabo el 9 de julio, después de un infructuoso intercambio de misivas entre el general y Manuel Fal Conde, líder de los carlistas. Este hecho conllevaría la cancelación del plan para la sublevación que se tenía previsto el día 12 de julio en Pamplona. Mola envía una nota a Fal Conde en la que le decía: «Recurrimos a ustedes porque contamos únicamente con hombres uniformados que no pueden llamarse soldados. De haberlos tenido, nos habríamos desenvuelto solos». Cuando la situación estaba en un punto de no retorno, el anterior líder de los carlistas, pero jefe del carlismo navarro, el conde de Rodezno, contactó con Mola y le recomendó negociar directamente con los requetés navarros, prescindiendo de la dirección nacional, los cuales estaban dispuestos a sublevarse ignorando las órdenes de Fal Conde, y así se lo hicieron saber el 12 de julio. El asesinato de Calvo Sotelo, por Luis Cuenca, guardaespaldas de Indalecio Prieto, el 13 de julio precipitó los acontecimientos y los carlistas aceptaron aplazar la discusión sobre el estatus del nuevo régimen, dejándolo en manos del general Sanjurjo.
El 16 de julio, en el monasterio de Irache, se entrevistó con su superior el general Domingo Batet, que le preguntó directamente si tenía algo que ver con la inminente sublevación e incluso llegó a pedirle su palabra de honor de que no participaría en ella, que Mola efectivamente le dio diciéndole: «Yo lo que le aseguro es que no me lanzo a ninguna aventura». Batet, convencido de que Mola no se sublevaría, informó al Gobierno. Fue Mola quien, bajo el seudónimo de «Director», envió las instrucciones secretas a las unidades comprometidas en el levantamiento. Después de varios retrasos, se eligió el 18 de julio de 1936 como fecha para comenzar el golpe. A pesar del éxito de la rebelión en el protectorado de Marruecos y la declaración del estado de guerra en el archipiélago canario, Mola esperó hasta el 19 de julio para levantarse en Navarra, donde contaría con el decisivo apoyo de los carlistas. Su planteamiento para iniciar el golpe de Estado, y una vez iniciado, queda reflejado en sus instrucciones reservadas. Así consta en la instrucción reservada n.º 1, firmada por Mola en Madrid el 25 de mayo de 1936 que decía:

Se tendrá en cuenta que la acción ha de ser en extremo violenta para reducir lo antes posible al enemigo, que es fuerte y bien organizado. Desde luego, serán encarcelados todos los directivos de los partidos políticos, sociedades o sindicatos no afectos al movimiento, aplicándoles castigos ejemplares a dichos individuos para estrangular los movimientos de rebeldía o huelgas.

### Guerra civil española

#### El fracaso del golpe de Estado

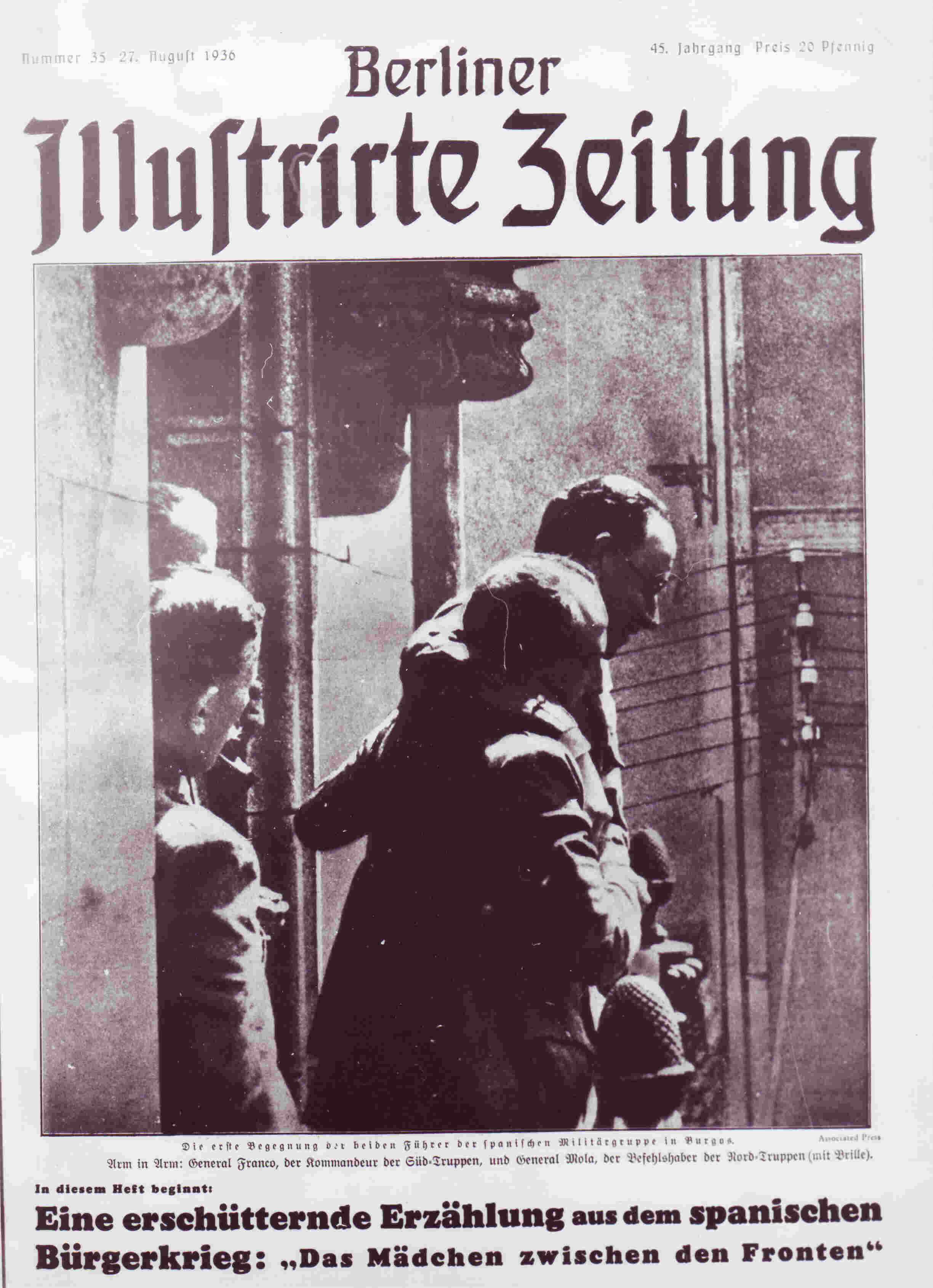
Mola junto al general Franco en una aparición en Burgos el 27 de agosto de 1936, recogida por el periódico alemán Berliner Illustrierte Zeitung. Mola es el que sobresale por la derecha.

Estaba previsto que la sublevación en Navarra contara con un importante apoyo popular, por lo que no se esperaron oposiciones. Sin embargo, las hubo y fue el comandante de la Guardia Civil en Navarra, José Rodríguez-Medel, quien se opuso desde el primer momento a secundar la sublevación. Mola lo llamó por teléfono y comprobó que se mantendría fiel al gobierno. Cuando Medel formó a sus hombres en el cuartel, comprobó que no le seguían sus arengas y que estaban de parte de Mola. Intentó huir, pero en un tiroteo acabó muerto. En la noche del 18 al 19 de julio, Diego Martínez Barrio (presidente del Gobierno por unas horas), durante una conversación telefónica, le pidió a Mola que se atuviera a la más estricta disciplina para evitar los horrores de una guerra que estaba comenzando a desencadenarse, incluso ofreciéndole el Ministerio de Guerra (aunque este dato fue luego negado por ambos) en un Gobierno de concentración militar. Mola no cedió, argumentando que era demasiado tarde y ya no podía volverse atrás. El 19 de julio de 1936, iniciado el golpe, Mola dio otra de sus directivas:

Es necesario crear una atmósfera de terror, hay que dejar sensación de dominio eliminando sin escrúpulos ni vacilación a todo el que no piense como nosotros. Tenemos que causar una gran impresión, todo aquel que sea abierta o secretamente defensor del Frente Popular debe ser fusilado.
General Mola: Instrucción Reservada. Base 5.ª

El 18 de julio el general Batet fue detenido por sus subordinados al no acceder a la petición del coronel Moreno Calderón, su jefe de Estado Mayor, de ponerse al frente de la sublevación de su división orgánica. Mola le sustituyó como jefe de la VI División Orgánica, que comprendía bajo su jurisdicción militar las provincias de Santander, Burgos, Palencia, Logroño, Álava, Vizcaya, Guipúzcoa y Navarra. Pero el golpe fracasó en su objetivo de controlar la mayor parte de España; aunque una buena parte del Ejército lo apoyó y la situación evolucionó rápidamente hacia una guerra civil, quedando delimitadas dos zonas: aquellos territorios que se mantuvieron bajo el control del Gobierno constitucional y aquellos que pasaron a estar bajo dominio de las tropas sublevadas. Mola quedó como jefe máximo de la zona norte (que se extendía por Castilla La Vieja, Cáceres, Galicia, Oviedo, Álava, Navarra y la mayor parte de Aragón. Para colmo, el general Sanjurjo murió en un accidente aéreo el 20 de julio, cuando intentaba despegar desde Estoril (Portugal) para asumir la jefatura de la sublevación. Ahora que había quedado claro que el golpe había fracasado en sus objetivos iniciales, el jefe que debía coordinarla también desaparecía, y dejaba un gran vacío de poder.
Tras la muerte de Sanjurjo en Portugal, Francisco Franco fue nombrado jefe del Ejército de África, la unidad militar con que contaban los sublevados que más posibilidades tenía de romper el statu quo al que se había llegado. A los pocos días del comienzo de la guerra, Mola, como antiguo director de la sublevación que había fracasado, quedó como jefe máximo de la zona norte sublevada y de todas sus fuerzas militares, y fue nombrado comandante en jefe del nuevo Ejército del Norte sublevado. Por su parte, Franco logró cruzar el estrecho de Gibraltar, llegando, en una rapidísima campaña, a las afueras de Madrid. El 1 de octubre, debido a su reciente popularidad y éxitos militares, fue promovido por sus compañeros de la Junta de Defensa Nacional al cargo de jefe del Estado y generalísimo de los Ejércitos de Operaciones. Definitivamente, la dirección militar y política de la sublevación se le había escapado de las manos a Mola.

#### La lucha en la sierra de Guadarrama
A pesar del fracaso de la sublevación en Madrid, Barcelona y otros puntos, Mola siguió adelante con lo planeado. Como ya estaba previsto en sus planes, todas las fuerzas sublevadas deberían caer sobre Madrid, por lo que las unidades dependientes de las divisiones orgánicas VI y VII se dirigieron rápidamente hacia el sur. Pero los movimientos de tropas acercándose a Madrid desde el norte, fueron detectados desde el Estado Mayor de Madrid ya desde el día 20 de julio. El coronel José Gistau con su columna de Burgos perdió terreno en el puerto de Somosierra y Mola envió una orden a la columna de García-Escámez para que, vía Atienza, socorriese las posiciones de Gistau. Las tres columnas que avanzaban a la sierra desde el norte eran la única esperanza para Mola. La V División Orgánica de Aragón al mando del general Cabanellas se quedó paralizada defendiendo las posiciones de su territorio sin poder ofrecer ayuda al plan de Mola.
Entre los días 21 y 23 de julio los puertos fueron ocupados por las columnas republicanas fuertemente pertrechadas al tiempo que derrotaban a las guarniciones compuestas por falangistas, carlistas y monárquicos venidos de Madrid días antes con el objeto de asegurar su control hasta la llegada de las columnas de Mola. La llegada de milicianos mandados por Valentín González (conocido como "El Campesino") con artillería reforzó las posiciones. El 24 llegó la columna de tres batallones del coronel Francisco García-Escámez al puerto de Guadarrama y por sorpresa se hicieron con los altos de Cebollera y Gargantones, poniendo en la fuga a sus defensores. El recién nombrado subsecretario del Ministerio de la Guerra general Carlos Bernal decide aumentar los efectivos en la zona y los despliega al pie del puerto, junto a Buitrago. Las tropas de Escámez continúan con el ataque empleando la carretera de Burgos como eje principal de la ofensiva hasta que frena el avance en el embalse de Puentes Viejas. En otro lugar de la sierra, en el puerto de Guadarrama se destaca el jefe del regimiento de ferrocarriles coronel Castillo junto con Enrique Líster al mando de milicianos y el cabo de Regulares Juan Guilloto León. El 22 de julio la columna de Valladolid al mando del coronel Serrador llega a San Rafael y se refuerza fuerzas ya presentes en la zona. Con estas fuerzas, Serrador corona el puerto. El 24, Líster y Modesto intentan retomar las posiciones pero son rechazados.
Finalmente, la situación llegó a un punto muerto el 27 de julio. Esta situación revelaba, ya a finales de julio, que el plan inicial de Mola se podía considerar completamente fracasado, en lo que a la conquista de Madrid por el norte se refería (que para entonces era la única esperanza que le quedaba al Director). Sería el Ejército de África el siguiente encargado de conquistar la capital española.

#### LaQuinta Columna
En el otoño de 1936 las fuerzas sublevadas avanzaban firmemente sobre Madrid y parecía que la capital iba realmente a caer. En una alocución radiofónica, al referirse al avance de las tropas sublevadas en la guerra civil española hacia Madrid, el general mencionó que mientras bajo su mando cuatro columnas se dirigían hacia la capital (la que avanzaba desde Toledo, la de la carretera de Extremadura, la de la Sierra y la de Sigüenza) había una «quinta columna» formada por los simpatizantes del golpe de Estado que dentro de la capital trabajaban clandestinamente en favor de la victoria de los sublevados. Según otros autores, como Mijail Koltsov, corresponsal del diario moscovita Pravda y enviado personal de Stalin a España, fue el general José Enrique Varela quien pronunció la frase. La expresión pasó a ser parte del vocabulario militar y se usa desde entonces para designar, en una situación de confrontación bélica, a un sector de la población, generalmente minoritario, que mantiene supuestas lealtades hacia el bando enemigo, debido a motivos religiosos, económicos, ideológicos o étnicos.

#### Al mando del Ejército del Norte
Desde los primeros días de la guerra, Mola ya se había encargado de dirigir las operaciones militares contra la franja norte que se había mantenido fiel a la República, intentando hacerse con el control de Guipúzcoa, especialmente por el paso fronterizo de Irún que mantenía comunicada esta zona con Francia (y la vía de comunicación que suponía para la compra de armas y suministros). A comienzos de septiembre logra conquistar Irún y el paso fronterizo, extendiendo su dominio a toda Guipúzcoa para comienzos del otoño de 1936, pero la resistencia de vascos y republicanos le impidió entrar en Vizcaya. Hubo de hacer frente a algunos intentos, todos fallidos, de las milicias vascas por reconquistar los territorios vascos que se habían sublevado o habían sido conquistados. Una vez detenida la campaña, las tropas sublevadas se reorganizaron y se estructuraron militarmente, quedando encuadradas en el nuevo Ejército del Norte bajo las órdenes de Mola, que extendía su autoridad militar a toda la franja cantábrica aunque tuviera su cuartel general en Pamplona.
No obstante, su principal objetivo seguía siendo la conquista de Vizcaya y la principal ciudad del norte republicano, Bilbao. El 31 de marzo se lanzó el gran ataque: después de un intenso y bien coordinado bombardeo de aviación y artillería, el coronel Alonso Vega avanzó por la derecha del frente para conquistar las montañas de Maroto, Albertia y Jarindo. Al norte de Villarreal, en el centro del frente, hubo una lucha violenta en los alrededores de Ochandiano. Las luchas particularmente violentas en torno a esta localidad continuaron hasta el 4 de abril Ante la dura e inesperada resistencia ofrecida por los vascos, Mola decidió detener las operaciones aprovechando la llegada del mal tiempo y reorganizar sus tropas; el general Von Sperrle se quejó ante esta medida. El 20 de abril empezó en Vizcaya un nuevo avance nacionalista; cuando hubo cesado el fuego artillero y los bombardeos aéreos, los vascos empezaron a salir de las superficiales trincheras en que se habían refugiado, oyeron las ametralladoras de los navarros. Al grito de «¡Estamos copados!», muchos defensores se retiraron desordenadamente, como ya hubiera ocurrido en Ochandiano. Existía un clima de pesimismo (en aquel momento parecía que el hundimiento del frente era imparable y que era cuestión de días que Mola llegase a Bilbao, aunque luego cambiase la situación) y pánico ante lo que se identificaba como una derrota general.
Las tropas que se retiraban del frente debían atravesar obligatoriamente Guernica para llegar hasta las posiciones del Cinturón de Hierro. La villa de Guernica era la capital cultural e histórica de los vascos; tenía antes del ataque una población de unas 7000 personas, a las que habría que añadir un gran número de tropas, que se retiraban para preparar la defensa de Bilbao, y refugiados que huían del avance de las tropas franquistas. En ese momento no tenía ningún tipo de defensa antiaérea, aunque sí tenía tres fábricas de armas, una de ellas de bombas de aviación. El ataque empezó a las 4.30 de la tarde del 26 de abril de 1937 y aunque posteriormente se dijo que el objetivo de la operación era la simple voladura de un puente, el hecho real es que tanto el puente como una fábrica de armas, situada en las afueras de la población, resultaron intactos. No obstante, el ataque fue devastador: los bombarderos lanzaron una gran cantidad de bombas medianas de 250 kg, livianas de 50 kg y más de tres mil proyectiles incendiarios de aluminio de 1 kg sobre el casco urbano de la ciudad. Los cazas Heinkel He 51, entretanto, disparaban en vuelo rasante a las tropas que huían del lugar. El ataque provocó un gran rechazo internacional, además de un reforzamiento de la actitud de resistencia de los vascos; Mola quedó disgustado con el ataque, y aunque este fue obra de alemanes e italianos, no se ha terminado de establecer su grado de conocimiento sobre el asunto.
El avance de los sublevados continuó, aunque la resistencia vasca seguía inquebrantable. Entretanto el mal tiempo había venido retrasando las operaciones de Mola contra Bilbao. A mediados de mayo las tropas vascas habían retrocedido casi hasta la altura del Cinturón de Hierro, mientras los bombardeos continuaban y la Legión Cóndor experimentaba el lanzamiento de bombas incendiarias sobre los bosques para obligar a los soldados republicanos a retirarse.

### Muerte accidental

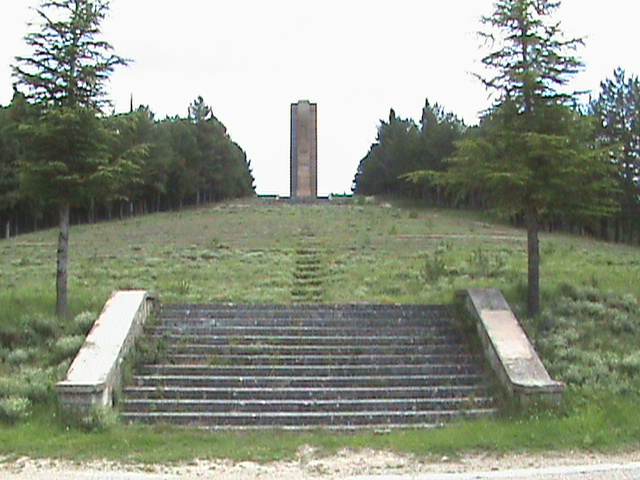
Monumento conmemorativo en Alcocero de Mola.

El 3 de junio de 1937 el general Mola falleció en un accidente aéreo. El avión en el que viajaba, un Airspeed Envoy, se estrelló en una colina de la localidad burgalesa de Alcocero durante un fuerte temporal. El motivo del viaje fue la ofensiva republicana de La Granja, la cual había alarmado a Mola, y fue por este motivo que insistió trasladarse desde Vitoria a Valladolid para así supervisar las operaciones más cerca del frente. Desde el mismo día de su muerte surgieron rumores en torno a la misma, dado que su deceso favorecía claramente a Franco al eliminar al antiguo Director como rival. No obstante, hay que señalar que Mola empleaba este avión con bastante frecuencia para llevar a cabo sus desplazamientos y, más allá de los rumores, lo cierto es que no existen pruebas de que hubiera sabotaje.
El hecho es que las muertes en accidentes de avión de Sanjurjo y Mola dejaron a Franco como el único líder indiscutible de los militares golpistas. El general Dávila, jefe de la Junta Técnica del Estado, lo sucedió como jefe del Ejército del Norte. Para los carlistas, la muerte de Mola fue un duro golpe moral, pues a pesar de las desavenencias iniciales entre él y los tradicionalistas, con el transcurso de la guerra se había establecido un fuerte lazo de colaboración entre ambos. Bilbao finalmente cayó el 19 de junio, pero Mola nunca pudo ver cumplido el que venía siendo uno de sus objetivos desde el comienzo de la guerra.
Fue enterrado en el cementerio de Pamplona en 1937 y posteriormente, en 1961, sus restos fueron trasladados al monumento a los Caídos que se construyó en esta ciudad. En Alcocero se levantó un monumento conmemorativo en su memoria y la población fue renombrada en su honor como Alcocero de Mola. Con posterioridad, Franco le concedió, con la misma fecha del día de su muerte, la Gran Cruz Laureada de San Fernando. En 1948, también recibió, a título póstumo, el título de duque de Mola con Grandeza de España. A finales de agosto de 2016, el ayuntamiento de Pamplona decidió exhumar los restos mortales de los generales Mola y Sanjurjo que se encontraban en la cripta del Monumento a los caídos de la capital navarra. El 24 de octubre de 2016 sus restos fueron exhumados de la cripta y, posteriormente, fueron incinerados.

## Imagen póstuma
Acabada la guerra, durante toda la dictadura se levantaron un gran número de monumentos en su honor. Muchas calles, avenidas y lugares públicos fueron renombrados en memoria del antiguo general y no comenzaron a recuperar sus nombres anteriores hasta que el régimen constitucional de 1978 estuvo consolidado. En Madrid, la calle Príncipe de Vergara cambió su nombre por el de General Mola, como también lo hizo la estación de Metro situada debajo de esta vía urbana. En Barcelona, el actual paseo de San Juan se denominó paseo del General Mola en el tramo entre la Diagonal y la Travesera de Gracia, entre el 7 de marzo de 1939 y el 21 de diciembre de 1979, y la actual estación Verdaguer de la red local de Metro se llamó General Mola desde su creación en 1970 hasta 1982. Lo mismo ocurrió con el aeropuerto de Vitoria, que tras la guerra civil pasó a denominarse aeropuerto General Mola.
El poeta chileno y premio Nobel en 1971, Pablo Neruda, dedicó al general uno de sus más feroces poemas en su libro España en el corazón (1937), que forma parte de Tercera residencia: se titula «Mola en los infiernos».

### Imputación póstuma por crímenes contra la humanidad y detención ilegal
En 2008, fue uno de los treinta y cinco altos cargos del franquismo imputados por la Audiencia Nacional en el sumario instruido por Baltasar Garzón por los presuntos delitos de detención ilegal y crímenes contra la humanidad que supuestamente habrían sido cometidos durante la guerra civil española y los primeros años del régimen de Franco. El juez Garzón declaró extinguida la responsabilidad criminal de Mola cuando recibió constancia fehaciente de su fallecimiento, acaecido más de setenta años antes. La instrucción de la causa fue tan polémica que Garzón llegó a ser acusado de prevaricación, juzgado y absuelto por el Tribunal Supremo, que consideró un error la instrucción de Garzón.